# Jüdischer Friedhof (Lübeck, Schönböckener Straße)
Der Jüdische Friedhof war ein jüdischer Friedhof im Lübecker Stadtteil St. Lorenz.
Als die Mitglieder der jüdischen Gemeinde während der Lübecker Franzosenzeit Niederlassungsrechte auch in Lübeck selbst erhielten, errichteten sie 1810 zusätzlich zum bisherigen Friedhof in Lübeck-Moisling einen weiteren Friedhof. Er lag vor dem Holstentor an der Schönböckener Straße und wurde bis 1894 benutzt.
Der nur 471 Quadratmeter große und 37 Gräber (1935/36) umfassende Friedhof wurde nach 1936 aufgehoben und eingeebnet. Einzelne Grabsteine wurden auf den Friedhof in Lübeck-Moisling verbracht. Auch nach dem Ende des Zweiten Weltkriegs wurde der Friedhof nicht wiederhergestellt. Als am 2. Dezember 1959 die Jewish Trust Corporation das Eigentum der jüdischen Friedhöfe in Schleswig-Holstein an die Jüdische Gemeinde in Hamburg übertrug, war dieser Friedhof davon ausgenommen. Das Gelände wurde der Hansestadt Lübeck überlassen unter der Zusicherung, dass diese eventuell notwendige Umbettungen kostenlos vornehmen werde. Auf dem Grundstück wurde ein Fabrikneubau errichtet.